# Seznam slovenskih mladinskih literarnih nagrad
Seznam slovenskih mladinskih literarnih nagrad.

## B
- Bienale slovenske knjižne ilustracije

## Č
- Praznik Čebelice

## D
- Desetnica

## G
- Grumova nagrada

## H
- Nagrada Hinka Smrekarja

## I
- Izvirna slovenska slikanica

## J
- Jenkova nagrada

## L
- Levstikova nagrada

## M
- Moja najljubša knjiga
- Moja najljubša slovenska knjiga
- Moja najljubša prevedena knjiga

## N
- Najlepša slovenska knjiga
- Nagrada za prvenec

## P
- Prešernova nagrada
- Nagrada Prešernovega sklada

## R
- Rožančeva nagrada

## S
- Stritarjeva nagrada

## T
- Trdinova nagrada

## V
- Večernica
- Veronikina nagrada
- Vilenica

## Z
Zlata hruška

## Ž
Župančičeva listina